# Bank of America Plaza (Atlanta)
Bank of America Plaza ist der höchste Wolkenkratzer in der amerikanischen Großstadt Atlanta.

## Architektur
Das 312 Meter hohe Gebäude in der Innenstadt Atlantas wurde von Kevin Roche und seinem Architekturbüro Kevin Roche John Dinkeloo & Associates entworfen und in den Jahren 1991 bis 1993 innerhalb von 14 Monaten als Nations Bank Building errichtet. Die Kosten beliefen sich auf 108 Millionen US-Dollar. Eigentümer ist die Bank of America, der direkte Nachfolger der NationsBank.
Das Gebäude verfügt über 55 Etagen mit Büroräumen. Auf dem Gebäude befindet sich eine Spitze, die mit Blattgold belegt ist.
Der Wolkenkratzer belegt in der Liste der höchsten Gebäude in den Vereinigten Staaten den 24-ten Rang und ist in Atlanta selbst das höchste Gebäude. Gleichzeitig war es bis zur Fertigstellung des Wilshire Grand Towers in Los Angeles 2017 das höchste Gebäude in den USA außerhalb der Städte New York und Chicago.
Die Architektur des Bank of America Plaza ähnelt dem Messeturm in Frankfurt am Main, der 1990 fertiggestellt wurde.
Manche Quellen geben die Höhe des Gebäudes mit 311,8 Metern an. Diese kommt jedoch dadurch zustande, dass das Bauwerk hierbei an einem höheren gelegenen Eingang vermessen wurde. Nach den Kriterien der international für Höhenfragen anerkannten Kommission Council on Tall Buildings and Urban Habitat werden alle Wolkenkratzer seit dem Jahr 2009 vom niedrigsten Eingang der sich im Freien befindet vermessen, wodurch sich im Falle der Bank of America Plaza eine Höhendifferenz von fünf Metern ergibt.

## Ansichten

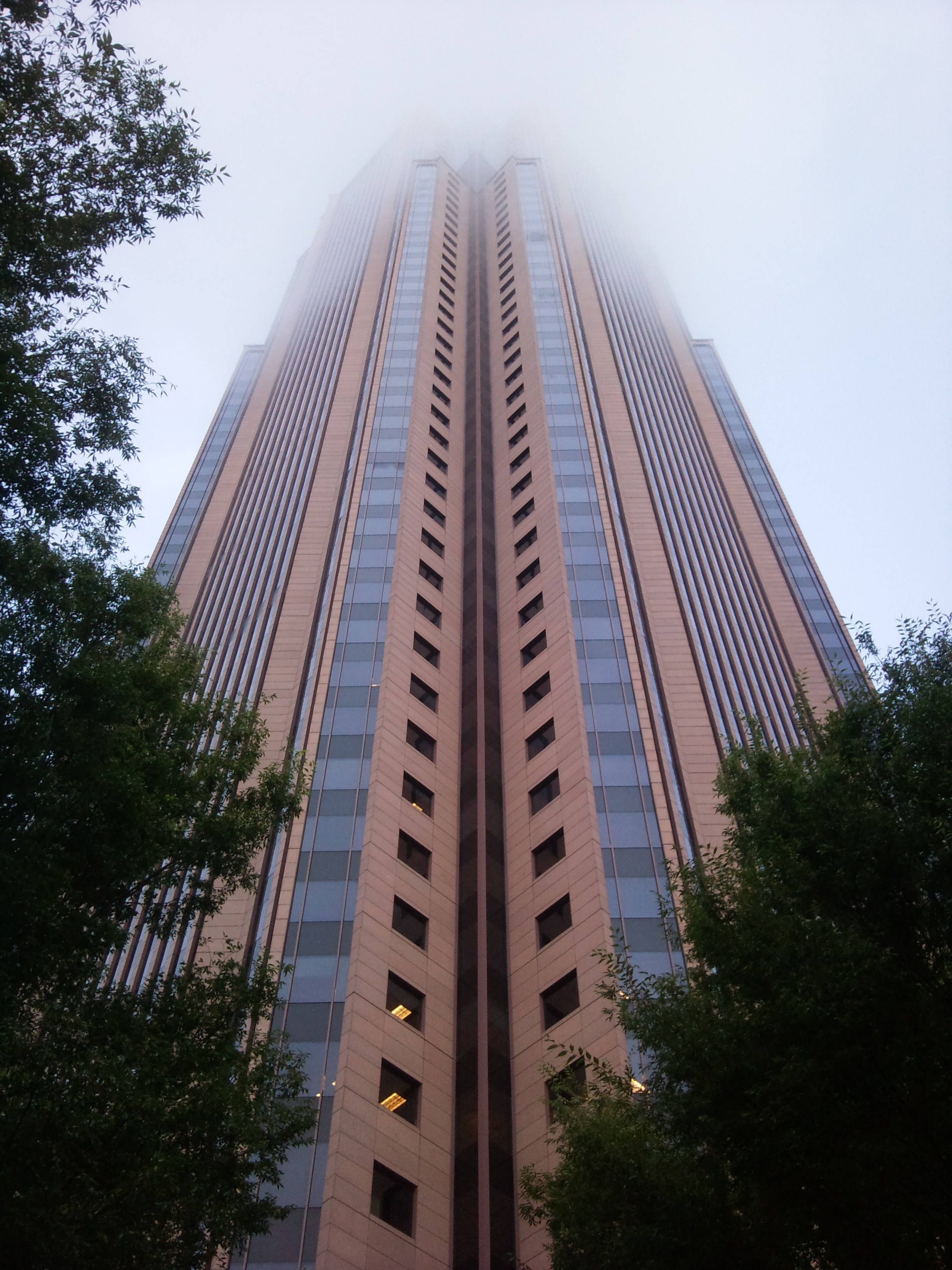
Das Gebäude im Nebel
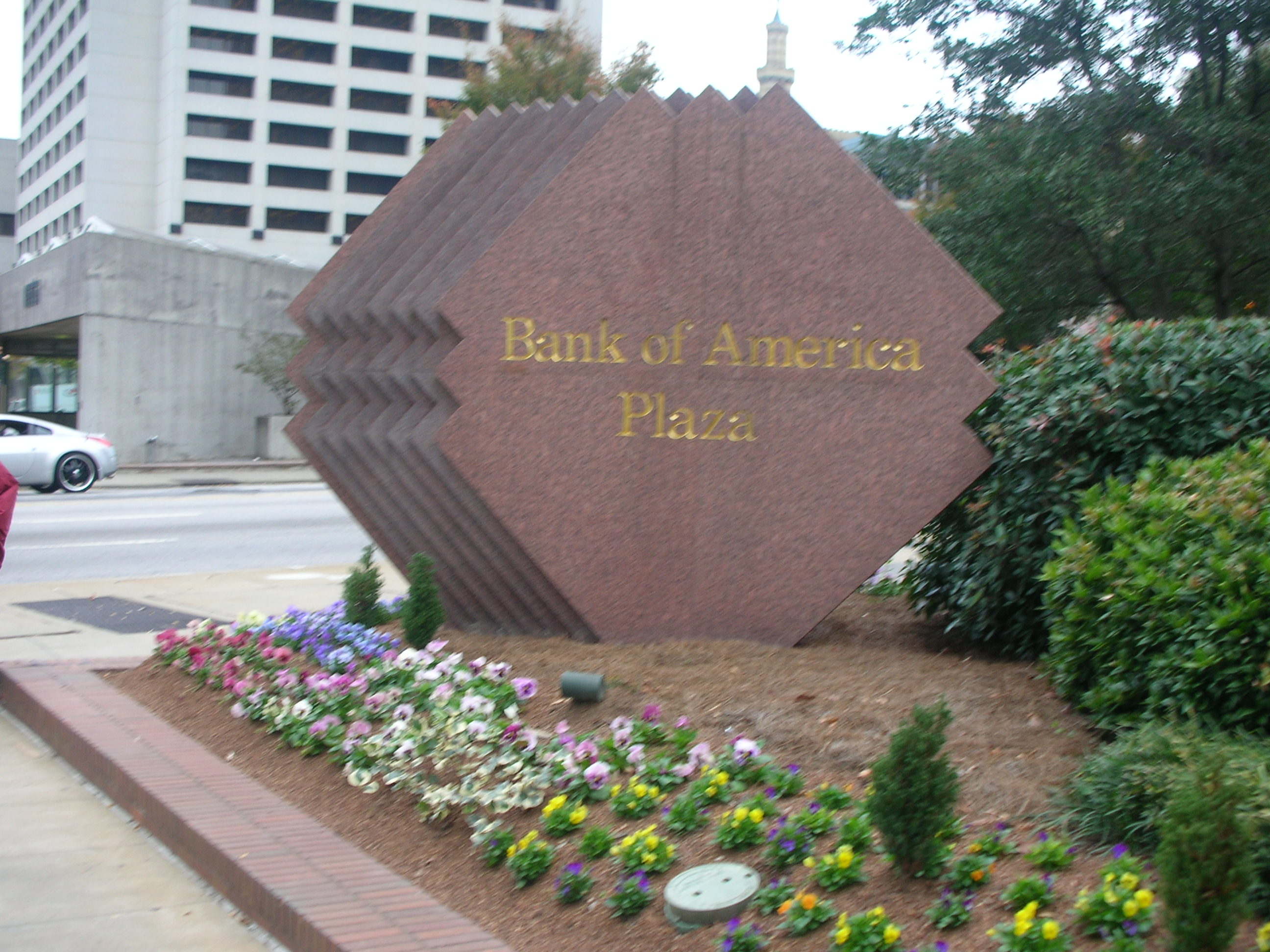
Am Fuß des Turms
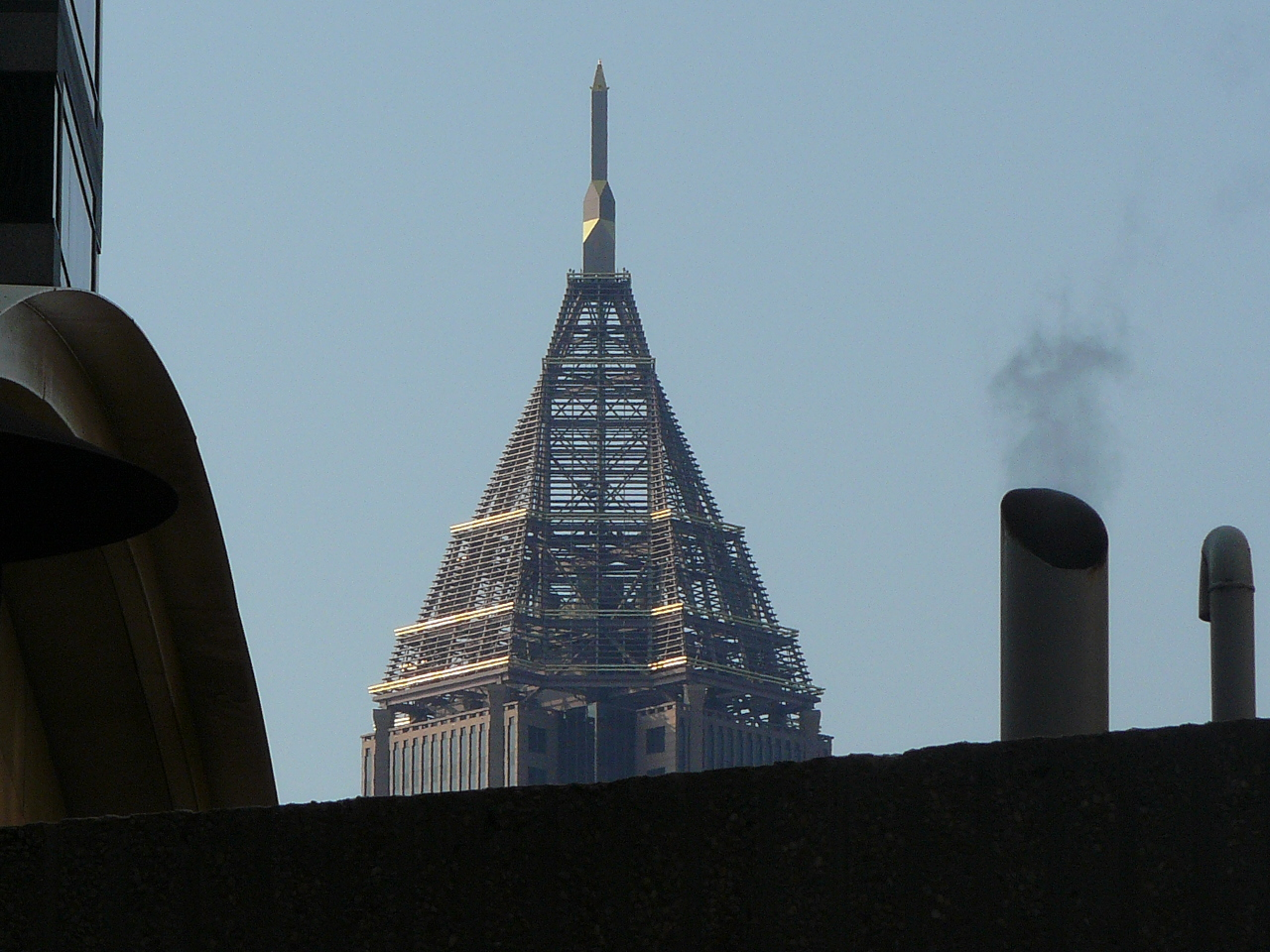
Detail des Dachs und der Spitze
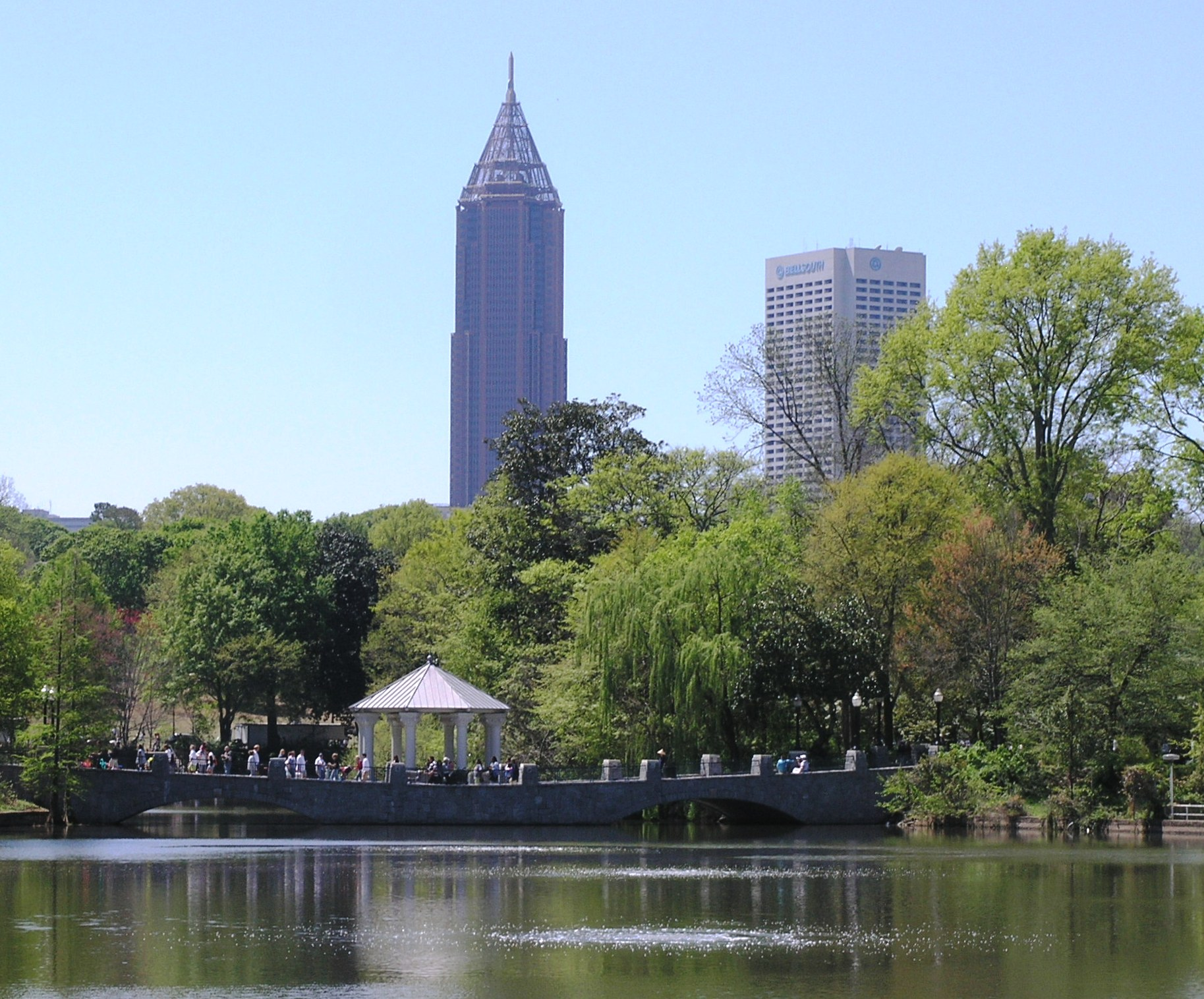
Der Wolkenkratzer aus der Entfernung betrachtet